# Іво Войнович

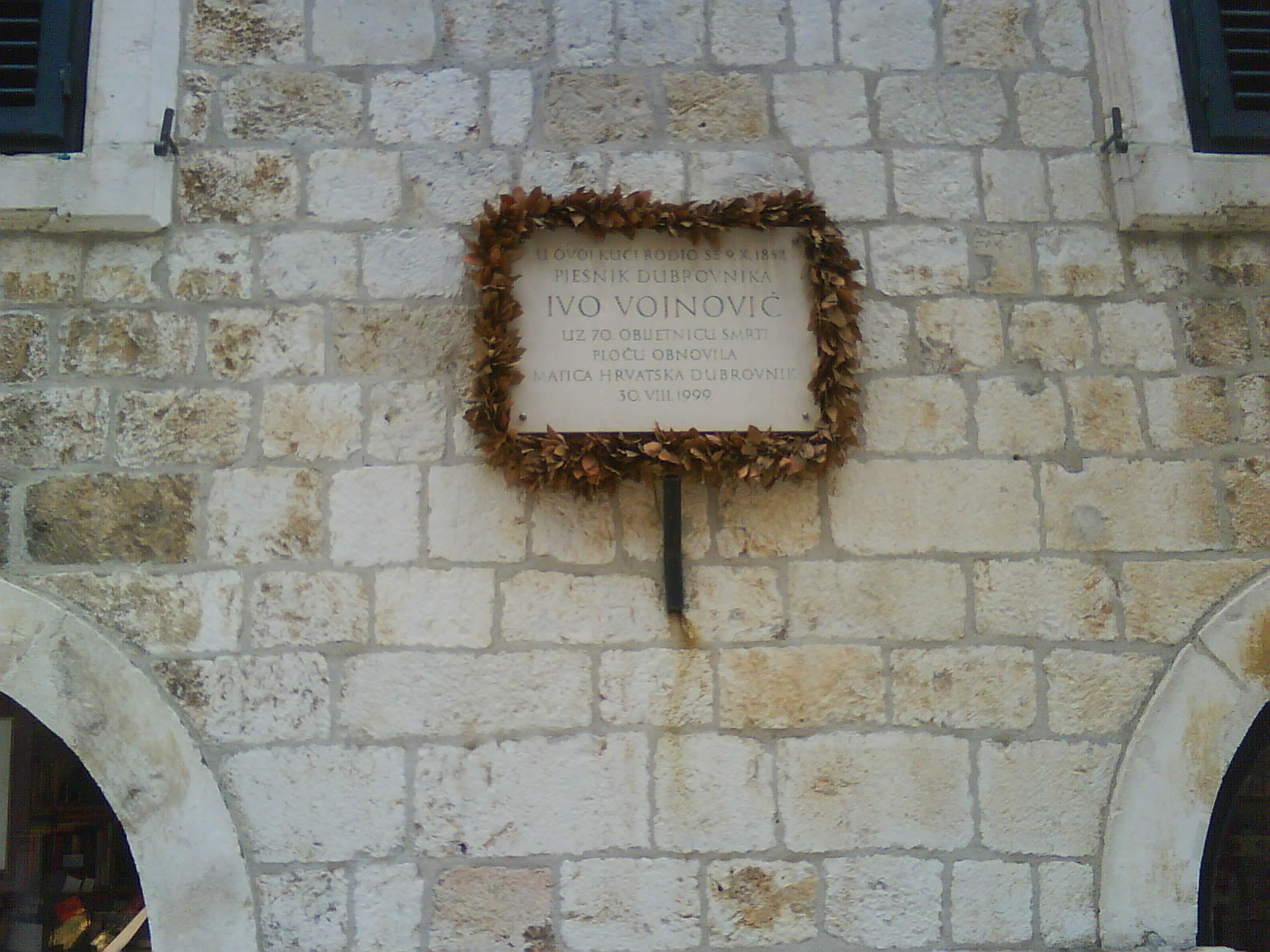
Будинок, де народився Іво Войнович

Іво Войнович (серб. Иво Војновић/Ivo Vojnović; 9 жовтня 1857, Дубровник — 30 серпня 1929, Белград) — сербський письменник.
Народився в аристократичній родині. У 1880 році закінчив юридичний факультет університету в Загребі. Почав друкуватися у 1880-х роках. У 1907—11 роках — літературний керівник театру у Загребі. Найкращі драми Войновича — «Буря рівнодення» (1895) із життя далматинських рибалок і «Дубровницька трилогія» (1902), в якій показано розкладання дубровницької аристократії. Творчість Войновича пройнята ідеями об'єднання сербів, хорватів, словенців. Реалізму Войновича не чужі елементи символізму та експресіонізму. У п'єсах 1910—20-х років переважали релігійні мотиви.
Твори:
- Сабрана дела, кн. 1—3, Београд, 1939—41;
- у російському перекладі — Буря равноденствия (Эквиноццио), М., 1955.